# Théodorus van Gogh (négociant en art)
Pour les articles homonymes, voir Théodore van Gogh et Van Gogh (homonymie).
Théodorus van Gogh, dit Théo van Gogh, né le 1er mai 1857 à Groot Zundert et mort le 25 janvier 1891 à Utrecht, est un marchand d'art néerlandais, frère cadet du peintre Vincent van Gogh. Les 652 lettres que Vincent écrivit à son frère Théo constituent un témoignage unique de la vie et de la pensée de l'artiste.

## Travail
Alors que Vincent travaille à La Haye, aux Pays-Bas, au bureau des vendeurs d'art parisiens Goupil & Cie, le 1er janvier 1873, Théo se joint au bureau bruxellois de cette même société en tant que jeune employé, embauché par son oncle, le marchand Vincent van Gogh (1820-1888). Après la mutation de Vincent à Londres, Théo retourne à La Haye, où il perfectionne son métier de marchand d'art. Au cours de l'hiver 1880-1881, Théodorus est transféré à Paris, à la maison mère et, de là, il envoie tout un nécessaire à peinture à son frère afin que celui-ci puisse continuer à exercer.

## Montmartre
En 1886, il invite Vincent à venir vivre avec lui et, en mars de cette année, ils louent un appartement à Montmartre, au no 54 de la rue Lepic. Théo fait rencontrer à Vincent d'autres artistes célèbres, tels que Paul Gauguin, Paul Cézanne, Henri de Toulouse-Lautrec, Henri Rousseau, Camille Pissarro et Georges Seurat. En 1888, il persuade Gauguin de rejoindre Vincent qui a déménagé à Arles. Cette période de la carrière artistique de Vincent est la moins bien documentée car les frères vivaient ensemble et ne s'envoyaient donc pas de lettres.
Le sculpteur Antoine Bourdelle travaille pour Théo vers 1886 après avoir quitté l'École des beaux-arts.

## Mariage
À Paris, Théo rencontre le collectionneur Andries Bonger et sa sœur, Johanna, avec qui il se marie à Amsterdam le 17 avril 1889. Le jeune ménage vit à Paris, où leur fils Vincent Willem naît le 31 janvier 1890. Le 17 mai 1890, Vincent van Gogh (en provenance de Saint-Rémy) séjourne trois jours chez son frère et sa belle-sœur avec leur bébé dont il est le parrain, puis il s'installe à Auvers-sur-Oise, à trente-cinq kilomètres au nord-ouest de Paris. Le 8 juin, la famille rend visite à Vincent qui habite à Auvers-sur-Oise. La galerie Goupil commence à avoir des difficultés financières et Théo, remplacé par Maurice Joyant, considère qu'il est temps de fonder sa propre activité, et il y est encouragé par Vincent.

## Rapports entre les frères
Théo ressentit une admiration inaltérable envers son frère pendant toute sa vie, mais leurs rapports étaient parfois difficiles à cause de la différence de leurs points de vue concernant leur façon de vivre. Cependant, c'est Théo qui gardait le contact avec son frère en lui écrivant régulièrement et en l'aidant matériellement, faisant croire au début que c'est leur père qui envoyait cet argent. Vincent de son côté, qui avait envisagé une carrière de foi avant de se décider tardivement — à l'âge de vingt-sept ans — à se consacrer à la peinture, lui répondait en évoquant tous ses états d'âme et l'évolution de sa sensibilité artistique, ainsi que sa production elle-même, qui était toujours le reflet de ses réflexions poétiques et empreintes de symbolisme. Il dessinait aussi souvent des croquis pour expliquer sa vie et ses tableaux, ce qui ne manquait pas de ravir son frère. Théo était l'une des rares personnes à comprendre le tréfonds de l'âme de son frère et à suivre aussi l'évolution de sa maladie psychique. La plupart des lettres de Théo à son frère sont un témoignage aimant d'encouragement. 

### Relation de collaboration
Théo n'a pas seulement favorisé et alimenté les relations entre Vincent et Gauguin, mais il a été le facteur décisif dans son déménagement à Arles puisque c'est Théo Van Gogh qui a planifié et s'est finalement engagé à soutenir son frère et Paul Gauguin financièrement (lettre 616, lundi 28 ou mardi 29 mai 1888). C'est lui qui a payé les frais de subsistance, les dépenses professionnelles des hommes ainsi que les frais de voyage que Gauguin a accumulés pour se rendre de Pont-Aven, en Bretagne, à Arles. Théo était également celui avec qui Gauguin a communiqué lorsque sa relation avec Vincent est devenue instable et ingérable, notamment leur rupture après la scène de l'oreille. Théo a été la source de stabilité et l'intermédiaire entre les deux artistes et leur a permis de peindre de façon prolifique pendant quelques mois (soixante-trois jours), des tableaux dont nous aurions été, autrement, privés (lettre 852).  Il sera présent à ses côté à l’auberge Ravoux d’Auvers-sur-Oise pour accompagner son frère mourant dans sa chambre.

## Mort

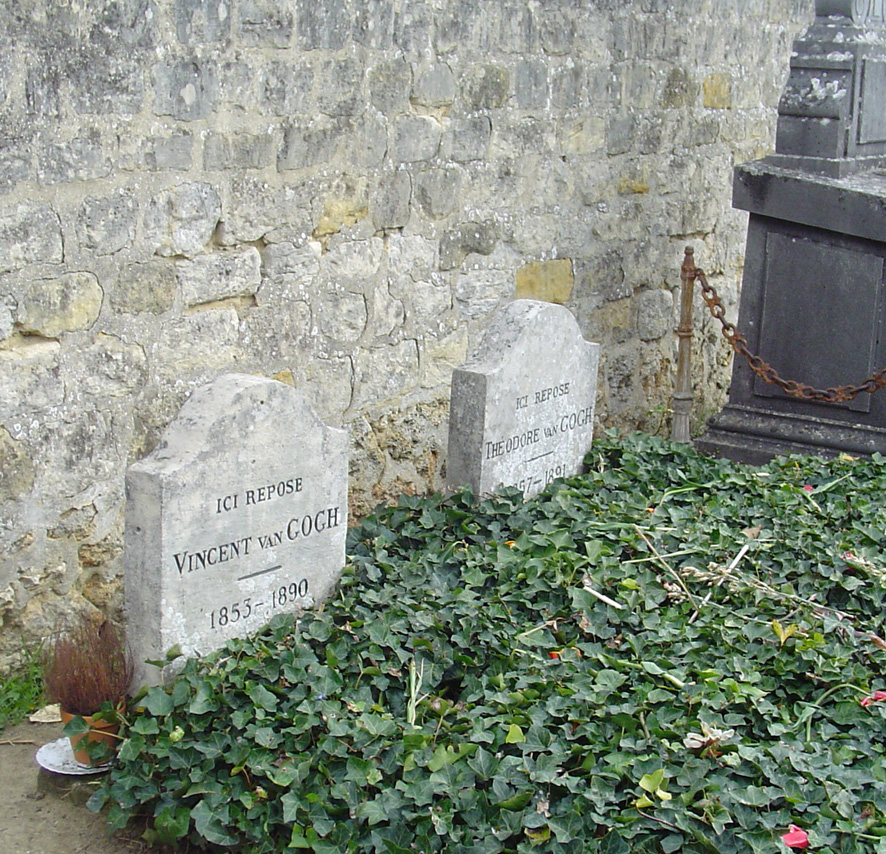
Tombes de Vincent et Théodore Van Gogh à Auvers-sur-Oise.

Atteint de syphilis, il devient fou et meurt de dementia paralytica dans une maison de santé d'Utrecht, le 25 janvier 1891, six mois après la mort de Vincent. Théo a alors 33 ans et est de quatre ans son cadet. D'abord enterré au cimetière d'Utrecht, c'est en 1914 que Johanna fera transférer la dépouille de son mari, réunissant les deux frères l'un à côté de l'autre au cimetière d'Auvers-sur-Oise.

## Littérature
- Judith Perrignon, C'était mon frère… Théo et Vincent van Gogh, L'Iconoclaste, 2006, 161 p. (ISBN 2-905684-02-X). S'appuyant sur de nombreuses archives dont certaines inédites, Judith Perignon y construit, dans un style intime et délicat, un récit poignant : Vincent raconté par son frère Théo. La source majeure est la considérable correspondance entre les deux frères, mais aussi le journal intime de Johanna, la femme de Théo, et des documents glanés à la clinique du docteur Blanche ou à Utrecht.
- En 2015, le manga Les Deux Van Gogh, de Hozumi, paraît aux éditions Glénat. Il raconte la relation entre les deux frères, mais en transformant l'histoire.
- En 2016, paraît Vincent qu'on assassine de Marianne Jaeglé, roman montrant Vincent Van Gogh aux prises avec son temps, avec ceux qui l'entourent et avec la création.
- Van Gogh est présent dans le jeu vidéo otome Ikemen Vampire, en tant que personnage séductible.